# Синиця гімалайська
Синиця гімалайська (Machlolophus xanthogenys) — вид горобцеподібних птахів родини синицевих (Paridae).

## Поширення
Птах гніздиться на південних схилах Гімалаїв (в Непалі, Бутані та на півночі Індії).

## Спосіб життя
В основному харчується комахами і павуками, але також їсть фрукти. Гніздиться з березня по червень. У період розмноження віддає перевагу вищим регіонам. Гніздиться в дуплах дерев.